# 投入堂
投入堂（なげいれどう）は、鳥取県東伯郡三朝町にある木造建築物。三佛寺の奥院として、三徳山北側中腹の断崖絶壁の窪みの中に建造された懸造（かけづくり）仏堂で、平安時代の密教建築の数少ない現存遺例である。
日本建築史上、他に例を見ない特異な建造物であるとともに、屋根の軽快な反り、堂を支える長短さまざまな柱の構成など、建築美の観点からも優れた建築物であり、日本の国宝に指定されている。険しい登山道（行者道）を登った先の、文字通り絶壁の中に建ち、その上方は岩壁がせり出して天井のようになっている。「日本一危険な国宝」の異名をとり、参拝者は堂を斜め上方に見上げる地点までは立ち入ることが出来るが、崖を登って近付くことは滑落事故が発生する恐れがあるため、原則として禁止されている。

## 来歴
「投入堂」の名は、慶雲3年（706年）、三仏寺の開祖とされる役小角が蔵王権現などを祀った仏堂を、法力でもって平地から山に投げ入れたという伝承に由来する。永和元年（1375年）紀の修理棟札の墨書中に「伯州三徳山之鎮守蔵王殿」という文言があり、「蔵王殿」が投入堂の本来の名称であったとみられる。平安後期（寛治7年（1093年）とみられる）に三徳山（当時：美德山）の僧兵集団が伯耆大山寺の内紛に介入し、その報復として寺の子守・勝手・蔵王堂・本堂・講堂が完全に焼き払われたという記録が『伯耆大山寺縁起』（続群書類従 巻八百十五）にあり、このうち子守・勝手・蔵王は宝亀年間に寺に祀られた3神であった。
1904年2月18日に当時の古社寺保存法に基づく特別保護建造物（現行法の「重要文化財」に相当）に指定され、1952年3月29日に文化財保護法に基づく国宝（新国宝）に指定された。加えて、東側に接続して建つ小建物の愛染堂をはじめ、前述の永和元年の棟札1枚と、1915年の解体修理の際に再用されなかった古材43点が附（つけたり）に指定されている。

## 建造時期
投入堂は、その様式から平安時代後期の建築と推定されている。ただし大岡実のように、現状の投入堂は改造を経てきたもので、身舎部分と庇（廻縁）部分とでは造立年代が異なるとする研究者もいる。
2001 - 2002年度に奈良文化財研究所の光谷拓実らが実施した年輪年代調査では、北側の縁板から11世紀末の1098年の年輪年代が得られている。このことから、投入堂は12世紀前半には現在の形になっていたとみられるが、建立以来たびたびの修理によってかなりの部材が取り替えられている。柱のうち、隅庇屋根を支える廻縁北西隅の柱と、そのすぐ南の柱（いずれも風蝕が少ない）は1915年（大正4年）の修理で取り換えられた新材である。

## 構造

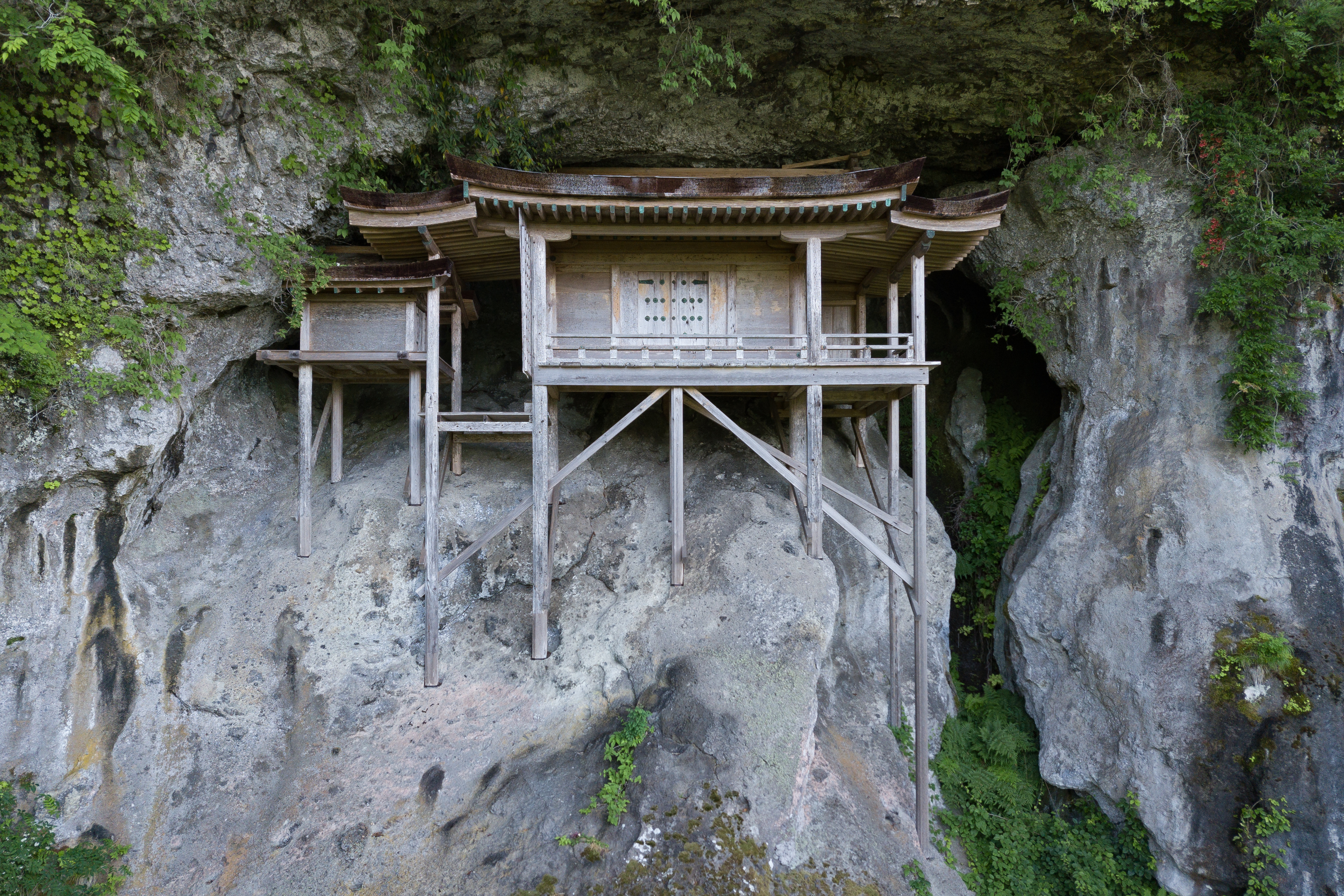
遥拝所から撮影した投入堂の正面写真。向かって左の小堂は愛染堂。

投入堂は、三徳山を構成する玄武岩層と凝灰岩層の切れ目にある岩陰を利用し、柱で床を支える懸造（山などの斜面に建てられる半高床式の造り）で建設されている。堂の正面・側面のいずれにも入口はなく、特別に許可されて入堂する者は、崖伝いに堂の床下を通って背面から縁に上がることになる。
屋根は檜皮葺の流造で、東（向かって左）と西（向かって右）の側面にそれぞれ落ち屋根の庇を葺き下ろす。北西隅（右手前）には一段低く隅庇屋根を設ける。平面は桁行（間口）1間、梁間（奥行）2間（ここで言う「間」は長さの単位ではなく、柱間の数を意味する）。ただし、桁行の背面は中央にも柱が立ち、2間となる。奥の桁行1間・梁間1間の部分（身舎）は横板壁で囲い、その前面と西側面の庇部分には矩折れに廻縁を設ける。廻縁を含めた平面規模は東西5.4メートル、南北3.9メートルである。

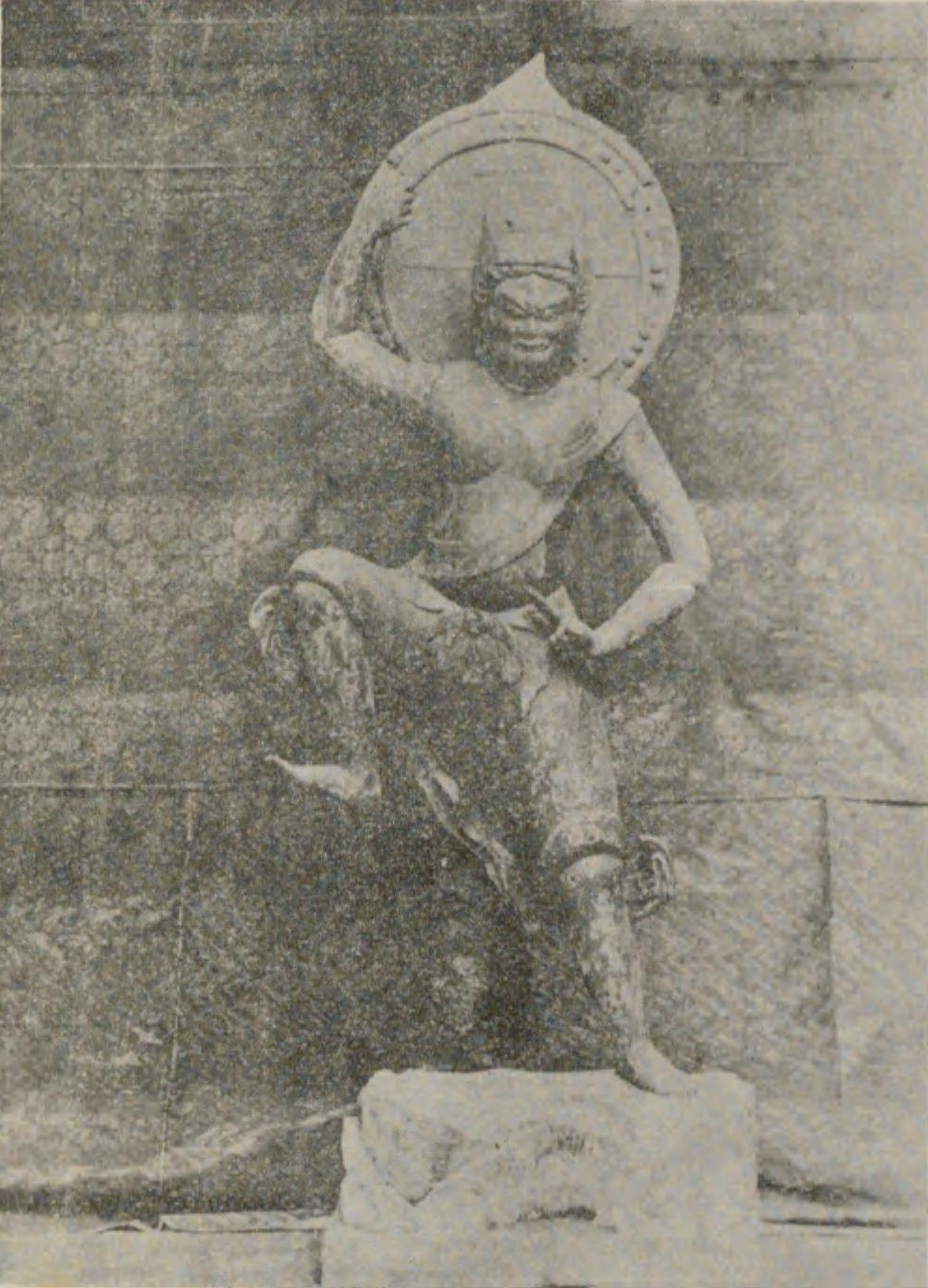
木造蔵王権現立像（もと奥院の正本尊、1168年（仁安3年）の作、重要文化財）

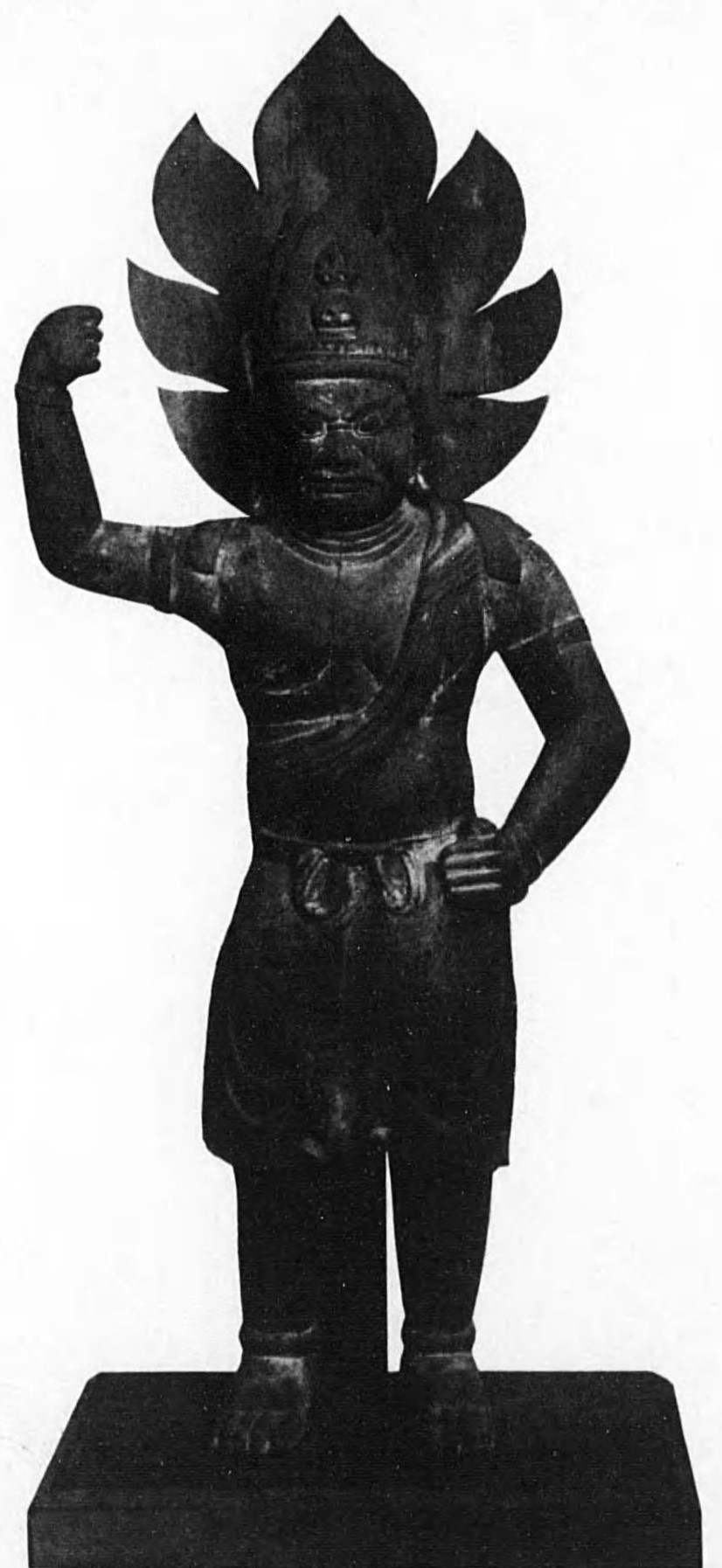
木造蔵王権現立像（もと奥院安置の脇本尊第6号、平安時代の作、重要文化財）

壁に囲まれた身舎部分は正面二間・側面一間の平入りで高欄付きの縁を鍵の手状に巡らせ、正面と西面に方立を立て、両開きの板扉を設ける。正面の扉は内開き、西面の扉は外開きである。身舎内部には小組格天井を張る。この格天井は格縁によって東西5区画、南北3区画に割り付け、このうち奥中央の東西3区画、南北2区画にあたる部分は床を一段高めて壇を造る。この壇上にかつては7躯の蔵王権現像が安置されていたが、現在は各像とも山下の宝物殿に移されている。柱は身舎周囲に円柱、庇周囲に面取角柱を用いる。角柱の面取が非常に大きく、断面が八角形に近くなるが、これは屋根勾配の緩さとともに平安建築の特色である。身舎柱を太く、庇柱を相対的に細く造るのも、平等院鳳凰堂などと共通する平安建築の特色であり、目立ちやすい外側の柱を細く造ることによって建物全体を軽快に見せている。身舎は円柱を長押で固め、柱上に舟肘木を置いて桁を受ける。庇は角柱の上に舟肘木を置き、軒桁を支える。投入堂の懸造は通常の懸造と異なり、各柱が基礎から肘木まで通った一本の通し柱になっている。各柱は岩盤の上に直接立てられており、柱の立つ位置では岩盤が削平されている。岩盤上には、柱の立っている場所以外にも小穴が見られ、これらは建築時の足場を組むために用いられたと推定されている。清水寺本堂（京都）の舞台などとは異なり、投入堂の床下に伸びる柱と柱の間には水平材の貫を通さず、斜材の筋違（すじかい）で固めている。屋根は棟木から前後に垂木（地垂木）を渡す簡明な構造で、正面側は地垂木の先に飛檐垂木（ひえんだるき）を渡す。この飛檐垂木は軒桁の上を越えて掛かる「打越垂木」と呼ぶ形式になっている。廻縁には高欄を設けるが、この高欄の架木（ほこぎ、最上部の水平材）の断面が円形でなく長方形となる点が異色である。
現状の投入堂はほとんど装飾的要素が見られず、かつては素木造の仏堂と見なされていた。しかし、2003年から2006年にかけて実施された屋根葺き替えなどの保存修理工事に際して、堂の周囲に組まれた工事用の足場を利用して建物の調査（1915年の修理で交換され再用されなかった古材の調査を含む）を行った窪寺茂は、投入堂は、柱、長押、垂木などの構造材や扉が赤色に、壁、身舎の天井格縁、天井裏板などが白色に塗られていた痕跡があることを確認したほか、打越垂木（母屋から向拝柱の上に架け渡した垂木）の古材についても、木口に文様の痕跡が残り緑青も検出されたことから、往時は銅製透かし彫りの鍍金飾金具が取り付けられていたと推定している。なお、外部正面東脇間の壁板、正面高欄の平桁などに青色塗装痕も確認されたが、これは筆による落書きではないかと見られている。
2011年に生田昭夫が東京文化財研究所に依頼した調査・分析により、古材に赤や白の顔料の痕跡があること、白い顔料は石灰を原材料とした「白土」であること、赤い顔料は平安後期の「丹土ベンガラ」と赤鉄鉱を粉にして作られた中世の「赤土ベンガラ」であることが判明した。さらに、宝物殿倉庫収蔵の文殊堂または地蔵堂の厨子扉板金具の赤色顔料は、極めて純度が高く高価な「朱」であることも判明した。
また、生田昭夫は、従来真北を向いていると言われていた投入堂が東に29度振って建てられている一方、地蔵堂が西に82度，文殊堂が西に77度向いていることを、2006年に実測によって確認している。生田によると、地蔵堂・文殊堂は茶碗を伏せたような大きな岩をまたぐように建てられており、方位はある程度自由に決められる筈だが、これらの角度が何を意図するものかはわかっていない。

## 愛染堂
投入堂の東側（向かって左）には、本堂より小規模な一間四方の愛染堂が接続して建つ。愛染堂は桁行、梁間とも1間、切妻造、檜皮葺、妻入で、投入堂に向いた西側を正面とする。投入堂と愛染堂の間（投入堂の東庇の下）には一段低く床を張る。ただし、現状では投入堂の廻縁の東端が格子でふさがれ、投入堂・愛染堂間の直接の行き来はできなくなっている。この格子がいつ設置されたものかは明らかでない。愛染堂の切り妻屋根の前端は投入堂の東の庇屋根の下に喰い込んでおり、この庇屋根を支える2本の柱に愛染堂の破風板が釘止めされている。

## 修理
投入堂は近代以降、大正3 - 4年（1914 - 1915年）に一部解体修理が行なわれ、平成15 - 18年（2003 - 2006年）にも保存修理が行なわれた。平成の修理では、投入堂の屋根部分葺替えを予定していたが、想定より腐朽が少ないことが判明し、葺替え規模が縮小された。これは、投入堂が北側の岩窟にあり、紫外線や雨水等の影響を受けることが少なく、建物が傷みにくかったことによるものとされている。

## 参拝

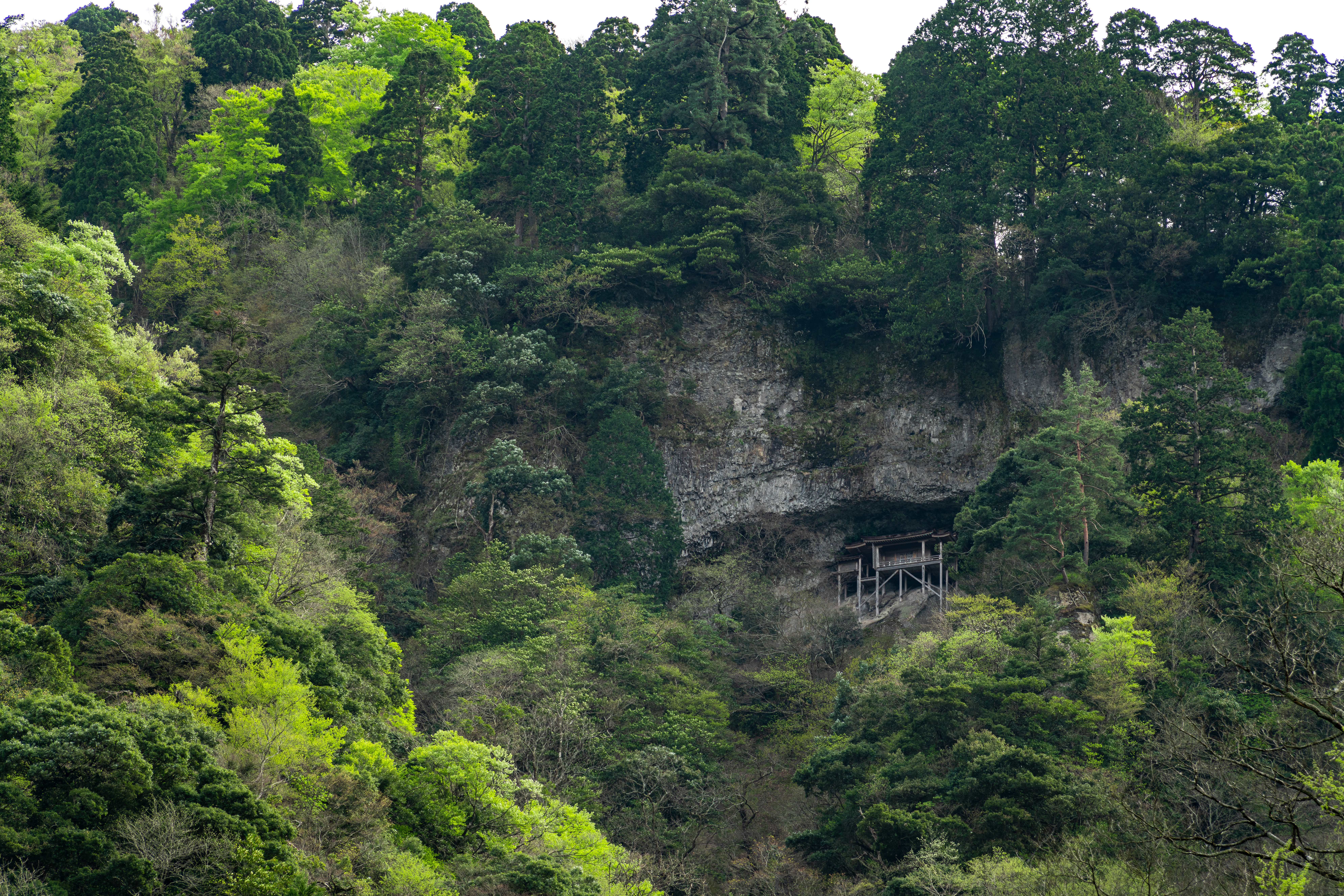
2022年11月に場所を移動し新築された投入堂遥拝所から遠望する投入堂

投入堂への入堂は原則として禁止されている。三佛寺裏手にある登山道を辿って付近まで行くことは可能だが（後述）、「日本一危険な国宝」と称されるほど道中は険しく、死亡事故も発生している。
三佛寺前を走る県道21号線を三朝温泉方面から三徳山駐車場を過ぎたところに、投入堂遥拝所もあり、無料の望遠鏡も設置されている。三徳川を挟んだ三仏寺の対岸の山から見る「投入堂遥拝コース」も設けられている。2016年の鳥取県中部地震により、中腹の岩にひび割れができたため、立ち入り禁止になったが、クラウドファンディングにより迂回路が設置され、現在は参拝登山を行うことができる。
なお、2007年11月14日に投入堂が約100年ぶりに修復されたことを祝する落慶法要が同堂内において営まれた際、約60年ぶりに一般拝観も許可され、18歳以上の身体健康な約340名の応募者の中から選出された3名が、草鞋に作務衣・輪袈裟姿に着替えた上で、当寺住職・米田良中や当寺境内に構える三徳山皆成院住職の清水成眞などと共に、行者道を登って入堂し、同法要に参列した。

## 行者道

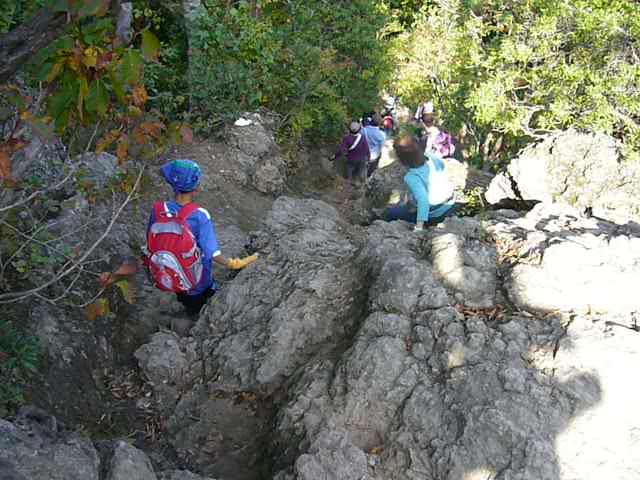
投入堂への行者道・岩場

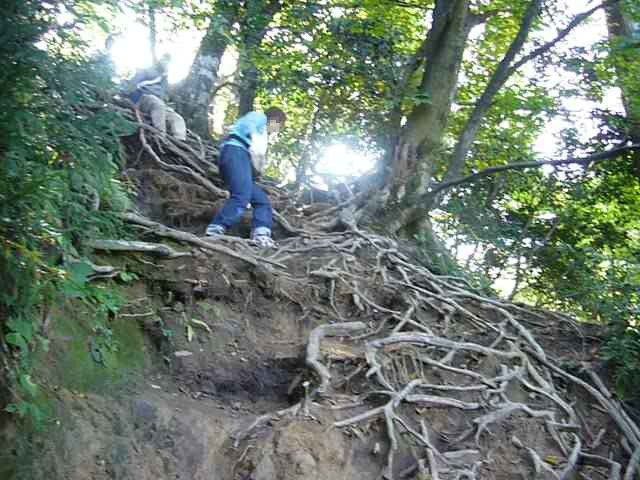
投入堂への行者道・かずら坂の木の根道

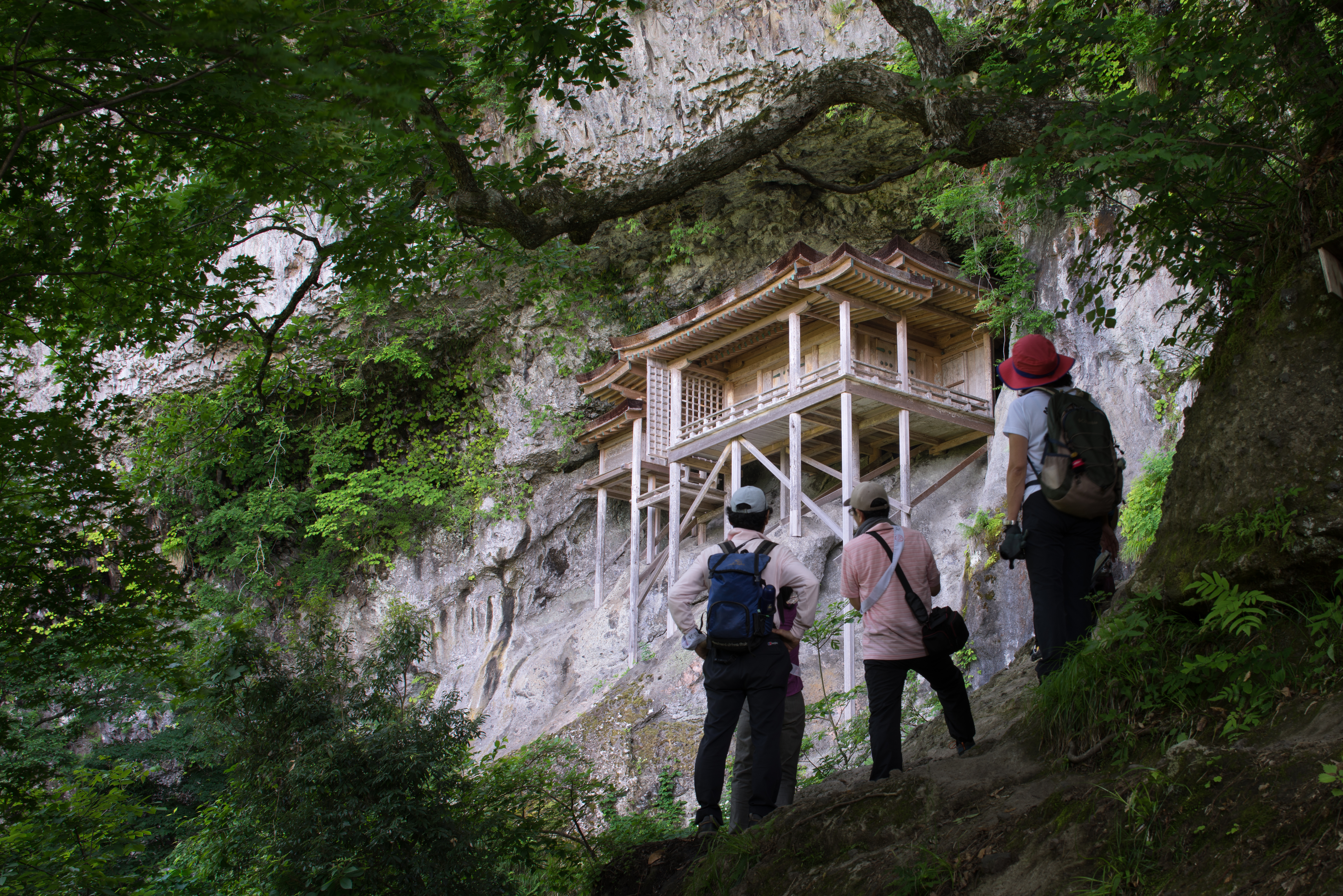
行者道から投入堂を臨む

投入堂は険しい登山道（行者道）のみによりアクセス可能な山上区域内（区域末端）に所在し、本格的な登山用の装備が必要である。詳細は三徳山三佛寺公式ホームページ「参拝登山の注意点」参照。同堂への参拝には本堂裏手に設置されている登山事務所で入山手続きを済ませる必要がある（受付時間は8:00-15:00）。この際、寺側による靴と服装のチェックを受けることになっている 。
三仏寺は、投入堂への入山はあくまでも観光ではなく修行であるとしており、拝観料とは別に登山事務所で入山料を支払い、入山届に記入した上で「六根清浄」と書かれた輪袈裟を借用して首にかけ、すぐ裏にかかる宿入橋から行者道を登ることになる。そして、下山時には登山事務所で輪袈裟を返納すると共に、下山時間を入山届に記入してもらうことで、入山者の下山の確認を行い、不慮の事故に備えている。事故防止の観点から、1人での入山は禁止されている。1人で来た場合は同様の者とペアを組み入山する。
登山に不適当な服装や靴を着用している者は入山を断られることがあり、特に女性のスカート姿は厳禁で、スラックスも望ましくないとされている。また、靴では底面にスパイクを付けたものについても、行者道や木の根の損傷防止の観点から禁じられている。寺側では、投入堂への参拝に際し、動きやすい服装に登山に適した靴の着用、更に荷物をリュックサックに纏める等して両手を使える状態にすることを要求しているが、更に手袋（軍手）やタオルも準備しておくことが望ましいとされている。行者道で使用する靴について、寺側では金具の付いていない登山用シューズの使用を推奨しているが、深い溝のついたゴム底を備えた靴であっても可である模様。登山事務所では、登山に適しない靴を履いて来た参拝者のため、草鞋を販売している。なお、行者道には水分補給のための水場は無く、水筒等の装備が望ましいが、トイレも無いため、水分を摂り過ぎるのはよくない点にも注意が必要である。登山事務所には飲料の自動販売機、トイレが備え付けられている。
投入堂へ向かう途中には、野際稲荷、文殊堂、地蔵堂、鐘楼堂、納経堂、観音堂、元結掛堂、不動堂などが建つ（文殊堂、地蔵堂、納経堂は重要文化財、他は鳥取県指定保護文化財）。山岳信仰の中心地らしく、山の麓から投入堂までの道程のうち、特に麓から鐘楼までは、起伏に富んだ山道がほとんど整備されることなく自然のまま残されているため、非常に過酷な部分が多い。
本堂裏の宿入橋からの高低差約200メートル、全長約900メートルの行程は全てが難所と言ってよく、ところによっては鉄の鎖やロープ、時にはむき出しになっている木の根だけを頼りにしがみついて、その都度足場を確保しながら登り下りすることになる。
地元有志を中心として、土嚢を持って山に入り、登山道を修復する「山護（やまもり）運動」が行われている。

## 評価
懸造の建造物は日本全国に多数あるが、投入堂は年代の古さや非常に軽業的（アクロバティック）な立地から、京都の清水寺本堂と並ぶ懸造建築の双璧と評される。磯崎新、安藤忠雄、土門拳ら多くの有識者から重要な日本建築と評価されており、2001年6月1日より、投入堂の所在する三朝町や鳥取県の主導で、投入堂を含む一帯のユネスコ世界遺産への登録を目指す活動が開始された。2006年に文化庁が暫定リスト記載候補を公募した際には、他の23件とともに提案書が提出されたが、審議にあたった世界文化遺産特別委員会は翌年「継続審議」と決定した。
鳥取県倉吉市在住の建築士・生田昭夫は40年以上に渡って投入堂の詳細な調査・研究を行い、その成果を『国宝 三佛寺奥院 投入堂  解けた謎。深まる謎。〈改訂版〉』（2017年鳥取県出版文化賞受賞）として出版している。
切手の図柄としては、投入堂を下から見上げた構図がふるさと切手のうち2001年6月1日発行の「ふるさと鳥取」（80円）と2011年8月15日発行の「地方自治法施行60周年記念シリーズ 鳥取県」（80円）、2020年5月29日発行の特殊切手「国宝シリーズ 第1集」（84円）にそれぞれ採用されている。

## その他の「投入堂」
岩窟中に建てられた仏堂は他所にもあり、不動院岩屋堂（鳥取県八頭郡若桜町、重要文化財）と龍岩寺奥院礼堂（大分県宇佐市、重要文化財）が三仏寺投入堂とともに「日本三大投入堂」に括られている。
また、高知県高岡郡越知町南ノ川にある聖神社の社殿は断崖の窪みの中に建ち、「土佐の投入堂」と称されている。同社殿は1879年の改築記録が残るものの創建年代は不詳だが、立地状況からして修験道とも関係があったと推測されている。